# Qualifications pour la Coupe du monde de rugby à sept 2013
Les qualifications pour la Coupe du monde de rugby à sept 2013 permettant de désigner les quinze équipes masculines et les douze équipes féminines qui accompagnent les équipes qualifiées d'office pour la phase finale qui aura lieu Moscou en Russie, se sont déclinés en différents tournois qualificatifs par continents.

## Calendrier

### Hommes
Le calendrier des tournois qualificatifs masculins est le suivant
| Continent                  | Date                 | Lieu                   |
| -------------------------- | -------------------- | ---------------------- |
| Europe                     | 20-21 juillet 2012   | Albufeira, Portugal    |
| Oceanie                    | 25-26 juillet 2012   | Sydney, Australie      |
| Amérique du Nord, Caraïbes | 25-26 juillet 2012   | Ottawa, Canada         |
| Afrique                    | 29-30 septembre 2012 | Rabat, Maroc           |
| Asie                       | 2-3 novembre 2012    | Singapour              |
| Amérique du sud            | 23-24 février 2013   | Rio de Janeiro, Brésil |

### Femmes
Le calendrier des tournois qualificatifs féminins est le suivant
| Continent                  | Date                      | Lieu                   |
| -------------------------- | ------------------------- | ---------------------- |
| Europe                     | 30 juin -1er juillet 2012 | Moscou, Russie         |
| Oceanie                    | 3-4 août 2012             | Lautoka, Fidji         |
| Amérique du Nord, Caraïbes | 25-26 août 2012           | Ottawa, Canada         |
| Afrique                    | 29-30 septembre 2012      | Rabat, Maroc           |
| Asie                       | 6-7 octobre 2012          | Pune, Inde             |
| Amérique du sud            | 23-24 février 2013        | Rio de Janeiro, Brésil |

## Zone Europe
| Hommes - Portugal - Espagne - France - Géorgie - Écosse | Femmes - Angleterre - Espagne - France - Irlande - Pays Bas |